# Édouard Kirmisson
Édouard Francis Kirmisson (Nantes, 18 luglio 1848 – 22 settembre 1927) è stato un chirurgo francese.

## Biografia
Kirmisson studiò medicina presso l'Ecole de Médecine a Parigi, e successivamente lavorò come medico sotto Noël Guéneau de Mussy (1813-1885) presso l'Hôtel-Dieu. Nel 1879 conseguì il dottorato di medicina, ottenendo la sua agrégation nel 1883. Trascorse gli anni successivi come chirurgo presso gli ospedali parigini, diventando professore di chirurgia pediatrica e ortopedica presso Hôpital des Enfants-Malades nel 1901.
Nel 1890 Kirmisson fondò la rivista "Revue d'orthopédie". Nel 1903 diventò membro dell'Académie de Médecine.